# 벤+보트
벤+보트(태국어: เบ๊น+โบ๊ท, 영어: BensBoat)는 태국의 'บริษัท แก๊ก อินเตอร์เนชั่นแนล จำกัด' 사가 저작권을 관리하고 있는 미디어 믹스 매체이다.
일반적으로 채널 3에서 방송하며, 재방송도 여러 번 이루어지고 있다. 2012년부터 2016년까지 구 공식 웹사이트에서 해당 시리즈의 애니메이션, 플래시 애니메이션과 색칠놀이 시스템 등을 지원하였다.

## 시리즈
- "벤+보트 쇼(เบ๊น โบ๊ท Show)"

### 서적
- เบ๊น โบ๊ท ธรรมหรรษา